# Tetraponera lacrimarum
Tetraponera lacrimarum är en myrart som först beskrevs av Wheeler 1915.  Tetraponera lacrimarum ingår i släktet Tetraponera och familjen myror. Inga underarter finns listade i Catalogue of Life.